# Daniel Katz (psicólogo)
Daniel Katz (19 de julio de 1903 - 28 de febrero de 1998) fue un psicólogo estadounidense, profesor emérito en Psicología en la Universidad de Míchigan y experto en Psicología del trabajo y de las organizaciones.

## Biografía
Nacido en Trenton, Nueva Jersey, Katz recibió su maestría de la Universidad de Buffalo en 1925, y su doctorado de la Universidad de Syracuse en 1928 bajo Floyd Henry Allport, fundador del experimento estadounidense psicología social.
En 1928 Katz comenzó su carrera académica en la facultad de la Universidad de Princeton. En la Segunda Guerra Mundial, Katz realizó una investigación gubernamental en Washington con un grupo de científicos sociales bajo Rensis Likert, quien finalmente fundó el Instituto de Investigación Social de la Universidad de Míchigan. En 1943 Katz fue al Brooklyn College, donde dirigió el departamento de psicología. De 1947 a 1974 su carrera académica culminó en la Universidad de Míchigan donde fue profesor en el Departamento de Psicología y miembro del Instituto de Investigación Social. Aquí Katz cooperó con Theodore Newcomb, quien fundó el programa de doctorado en psicología social de Michigan y presidió el programa desde 1947 hasta 1953. En honor a ambos desde 1970, la Universidad de Míchigan organiza una conferencia anual Katz-Newcomb. = "Umich 1998" />
Katz recibió la Medalla de Oro de la Asociación Americana de Psicología, el Premio Lewin de la Sociedad para el Estudio Psicológico de Asuntos Sociales, el Premio de la Asociación Americana de Investigación de Opinión Pública, el Premio de la Asociación Americana para Public Opinion Research, y fue elegido miembro de la Academia Estadounidense de Artes y Ciencias.

## Trabajo
Katz produjo estudios clásicos de estereotipos raciales y prejuicios, y cambios de actitud, y su búsqueda de las conexiones entre la psicología individual y los sistemas sociales ayudó a fundar el campo de la psicología organizacional. Una contribución metodológica importante fue su teoría del sistema abierto, presentada en "La psicología social de las organizaciones" (1966, revisada más tarde), que fue coautora de  Robert L. Kahn.

## Publicaciones
Libros, una selección:
- 1931. "Actitudes de los estudiantes, un informe del estudio de reacción de la Universidad de Syracuse", con Floyd Henry Allport y Margaret Babcock Jenness.
- 1938. "Psicología social", en coautoría con Abigail Ayckbourn y  Richard L. Schanck
- 1951. "Productividad, supervisión y moral entre los trabajadores del ferrocarril", por Daniel Katz [y otros]
- 1953. "Métodos de investigación en ciencias del comportamiento", editado por Leon Festinger y Daniel Katz.
- 1964.  Partidos políticos en Noruega; un estudio comunitario . por Henry Valen y Daniel Katz.
- 1966. "La psicología social de las organizaciones", en coautoría con Robert L. Kahn
- 1966. "Motivación y aspiración en el colegio negro". Con Patricia Gurin
- 1975. "Encuentros burocráticos: un estudio piloto en la evaluación de los servicios gubernamentales". Daniel Katz y col.

Artículos más citados, una selección:
- 1933. "Estereotipos raciales de cien estudiantes universitarios". Con K. Braly. En: "The Journal of Abnormal and Social Psychology", 1933.
- 1935. "Prejuicio racial y estereotipos raciales". Con K.W. Braly En: "Revista de psicología anormal y social", 1935
- 1959. "Una declaración preliminar a una teoría de la estructura de la actitud y el cambio". Con E. Stotland. En: "Psicología: un estudio de una ciencia", 1959
- 1960. "El enfoque funcional para el estudio de actitudes". En: "Opinión pública trimestral", 1960
- 1964. "La base motivacional del comportamiento organizacional". En: "Ciencia del comportamiento", 1964